# Kraftisried
Kraftisried là một đô thị ở Ostallgäu bang Bayern thuộc nước Đức.